# تجارت برده توسط اعراب

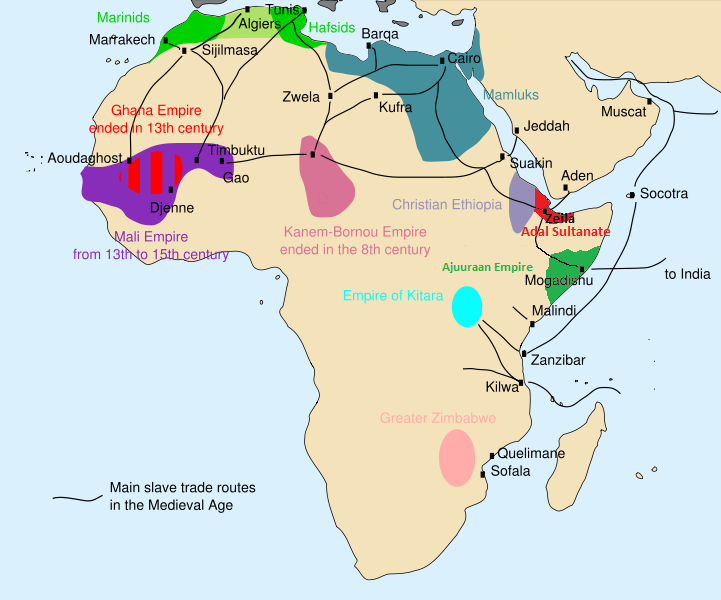
برده‌داری در قرون وسطی.

تجارت عربی برده در جهان عرب خصوصاً در غرب آسیا، شرق آفریقا و بخش‌های مشخصی از اروپا (مثل ایبری و جنوب ایتالیا) در دورهٔ سلطه عرب‌ها بر آن‌ها رایج بود. این تجارت بر بازارهای بردهٔ خاورمیانه، شمال آفریقا و شاخ آفریقا متمرکز بود. مردم مورد معامله به نژاد، قومیت یا مذهب خاصی منحصر نبودند و خصوصاً در اولین روزهای این تجارت عرب‌ها و بربرها را شامل می‌شدند.
در خلافت فاطمیان بیشتر بردگان اسلاوی شرق اروپا بودند. برده‌ها از مناطق مختلفی جون مردم مدیترانه‌ای، ایرانی، ترک منطقهٔ قفقاز و آسیای مرکزی، اسکاندیناوی و انگلیسی، هلندی و ایرلندی، بربرهای شمال آفریقا و آفریقاییان بودند. در قرون ۱۸ و ۱۹ بیشتر بردگان از شرق آفریقا بودند. آن‌ها با اروپایی‌ها و پرتغالی‌ها رقابت داشتند.